# ويليام إي. بورسيل
ويليام إي. بورسيل هو محامي وسياسي أمريكي، ولد في 3 أغسطس 1856 في فليمنغتون في الولايات المتحدة، وتوفي في 23 نوفمبر 1928 في واهبتون في الولايات المتحدة. نشط حزبياً في الحزب الديمقراطي. وقد انتخب عضو مجلس الشيوخ الأمريكي ‏ عن دائرة North Dakota Class 3 senate seat ‏ وقد انضم خلال فترته النيابية ‏ (1 فبراير 1910 – 1 فبراير 1911) للكتلة البرلمانية الحزب الديمقراطي وانتخب عضو مجلس ولاية داكوتا الشمالية ‏ وانتخب عضو مجلس الشيوخ الأمريكي ‏.